# Весела Балка (Баштанський район)
Весела́ Ба́лка — село в Україні, у Казанківській селищній громаді Баштанського району Миколаївської області. Населення становить 402 особи.
Колищній орган місцевого самоврядування — Веселобалківська сільська рада.